# Coupe du Golfe des nations de football 2014
Navigation
Bahreïn 2013 Koweït 2017
La Coupe du Golfe des nations de football 2014 est la 22e édition de la Coupe du Golfe des nations de football, compétition organisée par l'Association du Golfe de football (en arabe الاتحاد الخليجي لكرة القدم) et rassemblant les 7 équipes des pays arabes du golfe ainsi que l'équipe du Yémen.
Elle se déroule en Arabie saoudite du 13 au 26 novembre 2014 à la suite de la décision de l’association de délocaliser le tournoi de la ville de Bassora (Irak) en raison de la réticence à l’accueillir à cause des problèmes de sécurité dans le pays.
L'Arabie saoudite organise cette compétition pour la 4e fois de son histoire. La ville hôte devait être Djeddah, mais finalement c'est pour la capitale saoudienne Riyad que le choix est fait. Le match d'ouverture et de la finale se joueront au Stade international du Roi-Fahd.
Le Qatar, sous la houlette de l'entraîneur algérien Djamel Belmadi, réussit à gagner son 3e titre et son premier hors du Qatar, au terme d'un parcours sans défaite, et après une finale remportée face au pays organisateur, l'Arabie saoudite.

## Stades alors retenus
La ville de Riyad a été retenue pour le déroulement de ce tournoi, avec 2 stades.

## Stades
|                   |                   |
| Capacité : 67 000 | Capacité : 22 250 |

## Participants
| Position du tirage  | équipe              | Nombre de participations | Performances réalisées                                                | Classement FIFA | Classement FIFA |
| Position du tirage  | équipe              | Nombre de participations | Performances réalisées                                                | Juillet 2014    |                 |
| ------------------- | ------------------- | ------------------------ | --------------------------------------------------------------------- | --------------- | --------------- |
| A1 (tête-de-groupe) | Arabie saoudite     | 21e                      | Champion (1994, 2002, 2003)                                           | 78              |                 |
| B1 (tête-de-groupe) | Émirats arabes unis | 21e                      | Champion (2007, 2013)                                                 | 65              |                 |
| B2                  | Oman                | 20e                      | Champion (2009)                                                       | 69              |                 |
| A2                  | Qatar               | 22e                      | Champion (1992, 2004)                                                 | 86              |                 |
| A3                  | Bahreïn             | 22e                      | Finaliste (1970, 1982, 1992, 2003)                                    | 105             |                 |
| B3                  | Irak                | 13e                      | Champion (1979, 1984, 1988)                                           | 89              |                 |
| A4                  | Yémen               | 7e                       | Premier tour (2003, 2004, 2007, 2009, 2010, 2013)                     | 180             |                 |
| B4                  | Koweït              | 22e                      | Champion (1970, 1972, 1974, 1976, 1982, 1986, 1990, 1996, 1998, 2010) | 107             |                 |

## Premier tour
Les 8 équipes sont réparties en 2 groupes. De chaque groupe se qualifient les deux premières équipes pour les demi-finales.

### Groupe A
| Rang | Équipe          | Pts | J | G | N | P | Bp | Bc | Diff |
| ---- | --------------- | --- | - | - | - | - | -- | -- | ---- |
| 1    | Arabie saoudite | 7   | 3 | 2 | 1 | 0 | 5  | 1  | +4   |
| 2    | Qatar           | 3   | 3 | 0 | 3 | 0 | 1  | 1  | 0    |
| 3    | Yémen           | 2   | 3 | 0 | 2 | 1 | 0  | 1  | -1   |
| 4    | Bahreïn         | 2   | 3 | 0 | 2 | 1 | 0  | 3  | -3   |

La première journée voit deux scores nuls entre les quatre équipes. Lors de la deuxième journée, le Qatar et le Yémen font match nul, alors que l'Arabie saoudite l'emporte sur le Bahreïn. En troisième journée, l'Arabie saoudite gagne et finit première du groupe, tandis que le Qatar, auteur de trois matchs nuls se qualifie également.
| 13 novembre 2014 | Arabie saoudite | 1 - 1   | Qatar     | Stade international du Roi-Fahd, Riyad |                          |
| 19:00 UTC-3      | Al-Muwallad 37e | (1 - 0) | Majid 54e | Arbitrage : Ben Williams               | Arbitrage : Ben Williams |
| 19:00 UTC-3      | Rapport         |         |           | Arbitrage : Ben Williams               | Arbitrage : Ben Williams |

| 13 novembre 2014 | Bahreïn | 0 - 0   | Yémen | Stade international du Roi-Fahd, Riyad |                             |
| 21:30 UTC-3      |         | (0 - 0) |       | Arbitrage : Fahad Al-Kassar            | Arbitrage : Fahad Al-Kassar |
| 21:30 UTC-3      | Rapport |         |       | Arbitrage : Fahad Al-Kassar            | Arbitrage : Fahad Al-Kassar |

| 16 novembre 2014 | Qatar   | 0 - 0   | Yémen | Stade international du Roi-Fahd, Riyad |                               |
| 17:45 UTC-3      |         | (0 - 0) |       | Arbitrage : Yaqoob Abdul Baki          | Arbitrage : Yaqoob Abdul Baki |
| 17:45 UTC-3      | Rapport |         |       | Arbitrage : Yaqoob Abdul Baki          | Arbitrage : Yaqoob Abdul Baki |

| 16 novembre 2014 | Arabie saoudite                                          | 3-0   | Bahreïn | Stade international du Roi-Fahd, Riyad |                           |
| 20:15 UTC-3      | Al-Shamrani 26e · Al-Haza'a 54e (csc) · Husain 70e (csc) | (1-0) |         | Arbitrage : Mohanad Qasim              | Arbitrage : Mohanad Qasim |
| 20:15 UTC-3      | Rapport                                                  |       |         | Arbitrage : Mohanad Qasim              | Arbitrage : Mohanad Qasim |

| 19 novembre 2014 | Arabie saoudite | 1 - 0   | Yémen | Stade international du Roi-Fahd, Riyad |                           |
| 19:45 UTC-3      | Al Abed 28e     | (1 - 0) |       | Arbitrage : Damir Skomina              | Arbitrage : Damir Skomina |
| 19:45 UTC-3      | Rapport         |         |       | Arbitrage : Damir Skomina              | Arbitrage : Damir Skomina |

| 19 novembre 2014 | Qatar   | 0 - 0   | Bahreïn | Stade du Prince Faisal bin Fahd, Riyad |                        |
| 19:45 UTC-3      |         | (0 - 0) |         | Arbitrage : Ali Shaban                 | Arbitrage : Ali Shaban |
| 19:45 UTC-3      | Rapport |         |         | Arbitrage : Ali Shaban                 | Arbitrage : Ali Shaban |

### Groupe B
| Rang | Équipe              | Pts | J | G | N | P | Bp | Bc | Diff |
| ---- | ------------------- | --- | - | - | - | - | -- | -- | ---- |
| 1    | Oman                | 5   | 3 | 1 | 2 | 0 | 6  | 1  | +5   |
| 2    | Émirats arabes unis | 5   | 3 | 1 | 2 | 0 | 4  | 2  | +2   |
| 3    | Koweït              | 4   | 3 | 1 | 1 | 1 | 3  | 7  | -4   |
| 4    | Irak                | 1   | 3 | 0 | 1 | 2 | 1  | 4  | -3   |

La première journée voit un match nul entre les Émirats arabes unis et l'Oman et une victoire du Koweït sur l'Irak. Lors de la deuxième journée, les matchs se soldent sur des scores de parité. Lors de la troisième journée, l'équipe des Émirats réussit à prendre le meilleur sur son homologue de l'Irak et se qualifie pour les demi-finales, par contre le Koweït, qui n'avait besoin que d'un match nul, s'incline lourdement (5-0) à la surprise générale face à l'Oman qui s'empare de la première place du groupe.
| 14 novembre 2014 | Émirats arabes unis | 0 - 0   | Oman | Stade du Prince Faisal bin Fahd, Riyad |                            |
| 17:45 UTC-3      |                     | (0 - 0) |      | Arbitrage : Marai Al-Awaji             | Arbitrage : Marai Al-Awaji |
| 17:45 UTC-3      | Rapport             |         |      | Arbitrage : Marai Al-Awaji             | Arbitrage : Marai Al-Awaji |

| 14 novembre 2014 | Koweït         | 1 - 0   | Irak | Stade du Prince Faisal bin Fahd, Riyad |                           |
| 20:15 UTC-3      | Al Enezi 90+2e | (0 - 0) |      | Arbitrage : Damir Skomina              | Arbitrage : Damir Skomina |
| 20:15 UTC-3      | Rapport        |         |      | Arbitrage : Damir Skomina              | Arbitrage : Damir Skomina |

| 17 novembre 2014 | Émirats arabes unis | 2 - 2   | Koweït                     | Stade du Prince Faisal bin Fahd, Riyad |                                     |
| 17:45 UTC-3      | Mabkhout 18e 35e    | (2 - 2) | Nasser 37e · Al-Mutawa 39e | Arbitrage : Jameel Juma Abdulhusain    | Arbitrage : Jameel Juma Abdulhusain |
| 17:45 UTC-3      | Rapport             |         |                            | Arbitrage : Jameel Juma Abdulhusain    | Arbitrage : Jameel Juma Abdulhusain |

| 17 novembre 2014 | Oman               | 1 - 1   | Irak      | Stade du Prince Faisal bin Fahd, Riyad |                              |
| 20:15 UTC-3      | Mubarak 51e (pen.) | (0 - 1) | Kasim 14e | Arbitrage : Abdullah Balideh           | Arbitrage : Abdullah Balideh |
| 20:15 UTC-3      | Rapport            |         |           | Arbitrage : Abdullah Balideh           | Arbitrage : Abdullah Balideh |

| 20 novembre 2014 | Émirats arabes unis | 2 - 0   | Irak | Stade international du Roi-Fahd, Riyad |                              |
| 19:45 UTC-3      | Mabkhout 50e 62e    | (0 - 0) |      | Arbitrage : Fahad Al-Mirdasi           | Arbitrage : Fahad Al-Mirdasi |
| 19:45 UTC-3      | Rapport             |         |      | Arbitrage : Fahad Al-Mirdasi           | Arbitrage : Fahad Al-Mirdasi |

| 20 novembre 2014 | Oman                                          | 5 - 0   | Koweït | Stade du Prince Faisal bin Fahd, Riyad |                          |
| 19:45 UTC-3      | Al-Muqbali 44e 90e · Al-Ruzaiqi 45+3e 48e 59e | (2 - 0) |        | Arbitrage : Ben Williams               | Arbitrage : Ben Williams |
| 19:45 UTC-3      | Rapport                                       |         |        | Arbitrage : Ben Williams               | Arbitrage : Ben Williams |

## Tableau final
|  | Demi-finales        | Demi-finales        | Demi-finales | Demi-finales |                               |                 | Finale | Finale | Finale | Finale |
|  |                     |                     |              |              |                               |                 |        |        |        |        |
|  |                     |                     |              |              |                               |                 |        |        |        |        |
|  | Arabie saoudite     | Arabie saoudite     | 3            | 3            |                               |                 |        |        |        |        |
|  | Arabie saoudite     | Arabie saoudite     | 3            | 3            |                               |                 |        |        |        |        |
|  | Émirats arabes unis | Émirats arabes unis | 2            | 2            |                               |                 |        |        |        |        |
|  | Émirats arabes unis | Émirats arabes unis | 2            | 2            | Arabie saoudite               | Arabie saoudite | 1      | 1      |        |        |
|  |                     |                     |              |              | Arabie saoudite               | Arabie saoudite | 1      | 1      |        |        |
|  |                     |                     | Qatar        | Qatar        | 2                             | 2               |        |        |        |        |
|  | Oman                | Oman                | Qatar        | Qatar        | 2                             | 2               | 1      | 1      |        |        |
|  | Oman                | Oman                |              |              |                               |                 |        | 1      |        |        |
|  | Qatar               | Qatar               | 3            | 3            |                               |                 |        |        |        |        |
|  | Qatar               | Qatar               | 3            | 3            | Match pour la troisième place |                 |        |        |        |        |
|  |                     |                     |              |              |                               |                 |        |        |        |        |
|  |                     |                     |              |              |                               |                 |        |        |        |        |
|  | Émirats arabes unis | Émirats arabes unis | 1            | 1            |                               |                 |        |        |        |        |
|  | Émirats arabes unis | Émirats arabes unis | 1            | 1            |                               |                 |        |        |        |        |
|  | Oman                | Oman                | 0            | 0            |                               |                 |        |        |        |        |
|  | Oman                | Oman                | 0            | 0            |                               |                 |        |        |        |        |

### Demi-finales
| 23 novembre 2014 | Oman      | 1 – 3   | Qatar                                    | Stade international du Roi-Fahd, Riyad |                           |
| 17:45 UTC-3      | Saleh 24e | (1 - 1) | Al Haidos 36e (pen.) · Assadalla 59e 67e | Arbitrage : Marcin Borski              | Arbitrage : Marcin Borski |
| 17:45 UTC-3      | Report    |         |                                          | Arbitrage : Marcin Borski              | Arbitrage : Marcin Borski |

| 23 novembre 2014 | Arabie saoudite                                | 3 – 2   | Émirats arabes unis | Stade international du Roi-Fahd, Riyad |                                |
| 21:00 UTC-3      | Al-Shamrani 19e · Al Abed 22e · Al-Dawsari 86e | (2 - 0) | Khalil 53e 79e      | Arbitrage : Valentin Kovalenko         | Arbitrage : Valentin Kovalenko |
| 21:00 UTC-3      | Report                                         |         |                     | Arbitrage : Valentin Kovalenko         | Arbitrage : Valentin Kovalenko |

### Match pour la troisième place
| 25 novembre 2014 | Émirats arabes unis | 1 − 0   | Oman | Stade du Prince Faisal bin Fahd, Riyad |                              |
| 17:45 UTC-3      | Mabkhout 59e        | (0 - 0) |      | Arbitrage : Abdullah Balideh           | Arbitrage : Abdullah Balideh |
| 17:45 UTC-3      | Report              |         |      | Arbitrage : Abdullah Balideh           | Arbitrage : Abdullah Balideh |

### Finale
| 26 novembre 2014 | Arabie saoudite | 1 – 2   | Qatar                     | Stade international du Roi-Fahd, Riyad |                           |
| 19:45 UTC-3      | Kariri 16e      | (1 - 1) | Mukhtar 18e · Khoukhi 58e | Arbitrage : Mohanad Qasim              | Arbitrage : Mohanad Qasim |
| 19:45 UTC-3      | Report          |         |                           | Arbitrage : Mohanad Qasim              | Arbitrage : Mohanad Qasim |

## Palmarès
| Vainqueur de la Coupe du Golfe 2014 Qatar 3e titre |

## Buteurs
5 buts
- Ali Mabkhout

3 buts
- Said Al-Ruzaiqi

2 buts
- Abdulaziz Al-Muqbali
- Ali Assadalla
- Nasser Al-Shamrani
- Nawaf Al Abed
- Ahmed Khalil

1 but
- Yaser Kasim
- Bader Al-Mutawa
- Fahad Al Enezi
- Yousef Nasser
- Ahmed Mubarak Al-Mahaijri
- Raed Ibrahim Saleh
- Almahdi Ali Mukhtar
- Boualem Khoukhi
- Hassan Al Haidos
- Ibrahim Majid
- Fahad Al-Muwallad
- Salem Al-Dawsari
- Saud Kariri

1 but contre son camp
- Abdulla Al-Haza'a (Contre l'Arabie saoudite)
- Mohamed Husain (Contre l'Arabie saoudite)

## Statistiques générales des équipes
Cette table récapitule les performances de toutes les équipes.
| Pos                   | Team                | Pts | G | N | P | BP | BC | DIF |
| --------------------- | ------------------- | --- | - | - | - | -- | -- | --- |
| 1                     | Qatar               | 5   | 2 | 3 | 0 | 6  | 3  | +3  |
| 2                     | Arabie saoudite     | 5   | 3 | 1 | 1 | 9  | 5  | +4  |
| 3                     | Émirats arabes unis | 5   | 2 | 2 | 1 | 7  | 5  | +2  |
| 4                     | Oman                | 5   | 1 | 2 | 2 | 7  | 5  | +2  |
| éliminé au 1er tour : |                     |     |   |   |   |    |    |     |
| 5                     | Koweït              | 3   | 1 | 1 | 1 | 3  | 7  | −4  |
| 6                     | Yémen               | 3   | 0 | 2 | 1 | 0  | 1  | −1  |
| 7                     | Bahreïn             | 3   | 0 | 2 | 1 | 0  | 3  | −3  |
| 8                     | Irak                | 3   | 0 | 1 | 2 | 1  | 4  | −3  |

## Récompenses individuelles
| Prix                    | Joueur        |
| ----------------------- | ------------- |
| Prix du Fair-Play       | Oman          |
| Meilleur buteur         | Ali Mabkhout  |
| Meilleur joueur         | Nawaf al-Abed |
| Meilleur gardien de but | Qasem Burhan  |